# Variabel draadwatje
Het variabel draadwatje (Trichia ambigua) is een slijmzwam uit de familie Trichiidae. Het leeft saprotroof op dood hout van loofbomen en struiken.

## Kenmerken
Trichia ambigua heeft een kleine steel. De sporocarpen leven in kleine groepen. Elateren hebben 4-5 spiralen en een punt met een lengte van maximaal 30 nm. De sporen zijn bedekt met kleine wratjes.

## Verspreiding
In Nederland komt het zeldzaam voor. Het staat niet op de rode lijst en is niet bedreigd.